# Аппій Клавдій Красс Інрегіллен Сабін
Аппій Клавдій Красс Інрегіллен Сабін (510 — 469 рр. до н. е.) — політичний та військовий діяч Римської республіки, консул 471 року до н. е..

## Життєпис
Походив з патриціанського роду Клавдіїв. Син Аппія Клавдія Сабіна Інрегіллена, консула 495 року до н. е. Він продовжував політику батька з протидії наданню більших прав плебеям. Внаслідок ненависті останніх програв консульські вибори у 482 році до н. е. У 471 році до н. е. за наполяганням патриціїв й проти власної волі став консулом, разом з Тітом Квінкцієм Капітоліном Барбатом. Намагався завадити прийняттю закону щодо обрання плебейських посадовців до трибутних коміцій, але марно. Водночас виступив у похід проти вольсків. Втім внаслідок непопулярності Аппія військо відмовилося воювати і він зазнав поразки. Клавдій відступив до Риму, після чого стратив бунтівних центуріонів та прапороносців, провів серед легіонерів децимацію.
У 470 році до н. е. Аппій активно протидіяв прийняттю аграрного закону, тому був притягнутий до суду під час свого консульства. Під час процесу він й помер.

## Родина
- Аппій Клавдій Красс Сабін Інрегіллен
- Публій Клавдій Красс Інрегіллен